# Eptesicus nasutus
Eptesicus nasutus је врста слепог миша из породице вечерњака (лат. Vespertilionidae).

## Распрострањење
Ареал врсте Eptesicus nasutus обухвата већи број држава. Врста је присутна у Авганистану, Пакистану, Ирану, Ираку, Саудијској Арабији, Бахреину, Кувајту, Оману, Катару, Уједињеним Арапским Емиратима и Јемену.

## Станиште
Станишта врсте су речни екосистеми, полупустиње и пустиње.

## Угроженост
Ова врста је наведена као последња брига, јер има широко распрострањење и честа је врста.